# Jeannot Ahoussou-Kouadio
Jeannot Ahoussou-Kouadio (Raviart, 6 marzo 1951) è un politico ivoriano.
È stato primo ministro della Costa d'Avorio dal marzo al novembre 2012. Nel corso della sua carriera politica è stato anche Ministro dell'industria (2002-2005) e Ministro della giustizia (2010-2012).